# دانشگاه آمریکایی عراق - بغداد
دانشگاه آمریکایی عراق - بغداد (AUIB) یک دانشگاه خصوصی و غیرانتفاعی است که در سال ۲۰۱۸ تأسیس شده‌است. فعالیت‌های آموزشی خود را در فوریه ۲۰۲۱ با ۲۶۰ دانشجو در سه کالج: هنر و علوم، مطالعات بین‌المللی و تجارت آغاز کرد. این دانشگاه با اضافه شدن پنج کالج دیگر (داروسازی، دندانپزشکی، فناوری‌های بهداشتی، پرستاری و حقوق) به سرعت رشد کرده‌است.
تاکنون، بنیانگذاران ۲۰۰ میلیون دلار برای بازسازی و نوسازی این دانشگاه هزینه کرده‌اند.